# Neoleria czernyi
Neoleria czernyi är en tvåvingeart som först beskrevs av Garrett 1925.  Neoleria czernyi ingår i släktet Neoleria och familjen myllflugor. Inga underarter finns listade i Catalogue of Life.